# Chim di trú

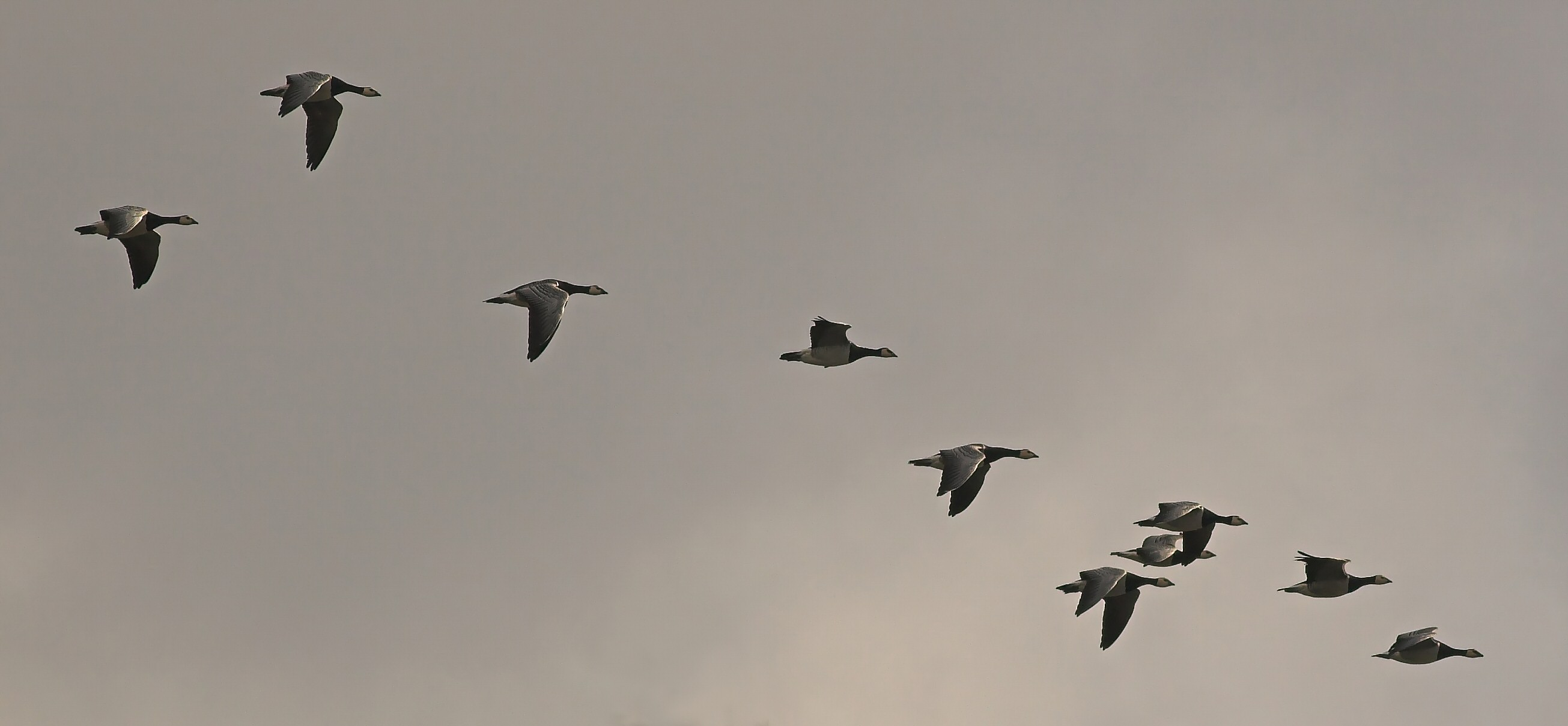
Một bầy ngỗng hàu trong đợt di cư mùa thu.

Ví dụ về những chuyến di cư đường dài của chim.

Chim di trú hay còn gọi là  chim di cư hay sự di cư của chim chỉ về sự di chuyển đều đặn theo mùa, thường trên một đường bay theo chiều bắc nam giữa nơi sinh sản và nơi trú đông. Nhiều loài chim có tập tính di cư. Tập tính này gây gánh nặng về nhu cầu kiếm mồi và khả năng tử vong cao, bao gồm cả việc bị con người săn bắn. Điều này xảy ra chủ yếu ở bán cầu bắc, nơi mà chim bay theo những đường bay cụ thể dựa trên những ranh giới tự nhiên như Địa Trung Hải hoặc biển Caribe.
Sự di cư của những loài như hạc, cu gáy và én được ghi nhận từ hơn 3.000 năm trước bởi các tác giả Hy Lạp cổ đại, bao gồm Homer và Aristotle, và trong Sách Job. Gần đây hơn, Johannes Leche bắt đầu ghi lại ngày mà chim di cư đến vào mùa xuân ở Phần Lan từ năm 1749. Các nghiên cứu khoa học hiện đại còn sử dụng những kỹ thuật như gắn thẻ và vệ tinh để theo dõi. Các mối đe dọa đối với chim di cư đã tăng lên cùng với sự phá hủy môi trường sống đặc biệt là những điểm trú đông, những công trình như đường dây điện và trang trại gió.
Nhàn Bắc cực giữ kỷ lục về khoảng cách di chuyển của các loài chim, với hành trình giữa nơi sinh sản ở bắc cực và nam cực mỗi năm. Một số loài tubenoses (Procellariiformes) như hải âu mày đen bay vòng quanh Trái Đất, qua các đại dương ở phía nam, trong khi những loài khác như manx shearwaters di chuyển 14,000 km (8,699 mi) giữa các biển phía bắc (nơi sinh sản) và phía nam. Nhưng thường các chuyến di cư sẽ ngắn hơn, bao gồm cả di cư theo phương thẳng đứng ở các dãy núi như Andes và Himalaya. Thời gian di cư có vẻ phụ thuộc chủ yếu vào sự thay đổi độ dài ngày đêm. Chim di cư định hướng nhờ mặt trời, các ngôi sao, từ trường của Trái Đất và bản đồ tinh thần.

## Tổng quan
Quá trình di cư của các loài như cò, sếu, chim bồ câu được ghi nhận cách đây 3.000 năm bởi các tác giả Hy Lạp cổ đại, bao gồm Homer và Aristotle. Gần đây hơn, Johannes Leche bắt đầu ghi lại ngày đến của những con chim di cư mùa xuân ở Phần Lan năm 1749, và các nghiên cứu khoa học hiện đại đã sử dụng các kỹ thuật bao gồm theo dõi vệ tinh để theo dõi bầy chim di cư. Các loài chim di cư thường thấy là sếu xám, chim én (chim nhạn), cò trắng, hồng hạc Flamand, vịt trời, vịt trời đuôi nhọn, choi choi cát, chìa vôi, ngỗng đen (ngỗng Canada), ngỗng xám, nhạn Bắc Cực, chim Milan đen, vàng anh Châu Âu, nhạn bói cá, chim ruồi ngực đỏ, te te có mào, đầu rìu vân, chiền chiện, diều mốc, sáo đá

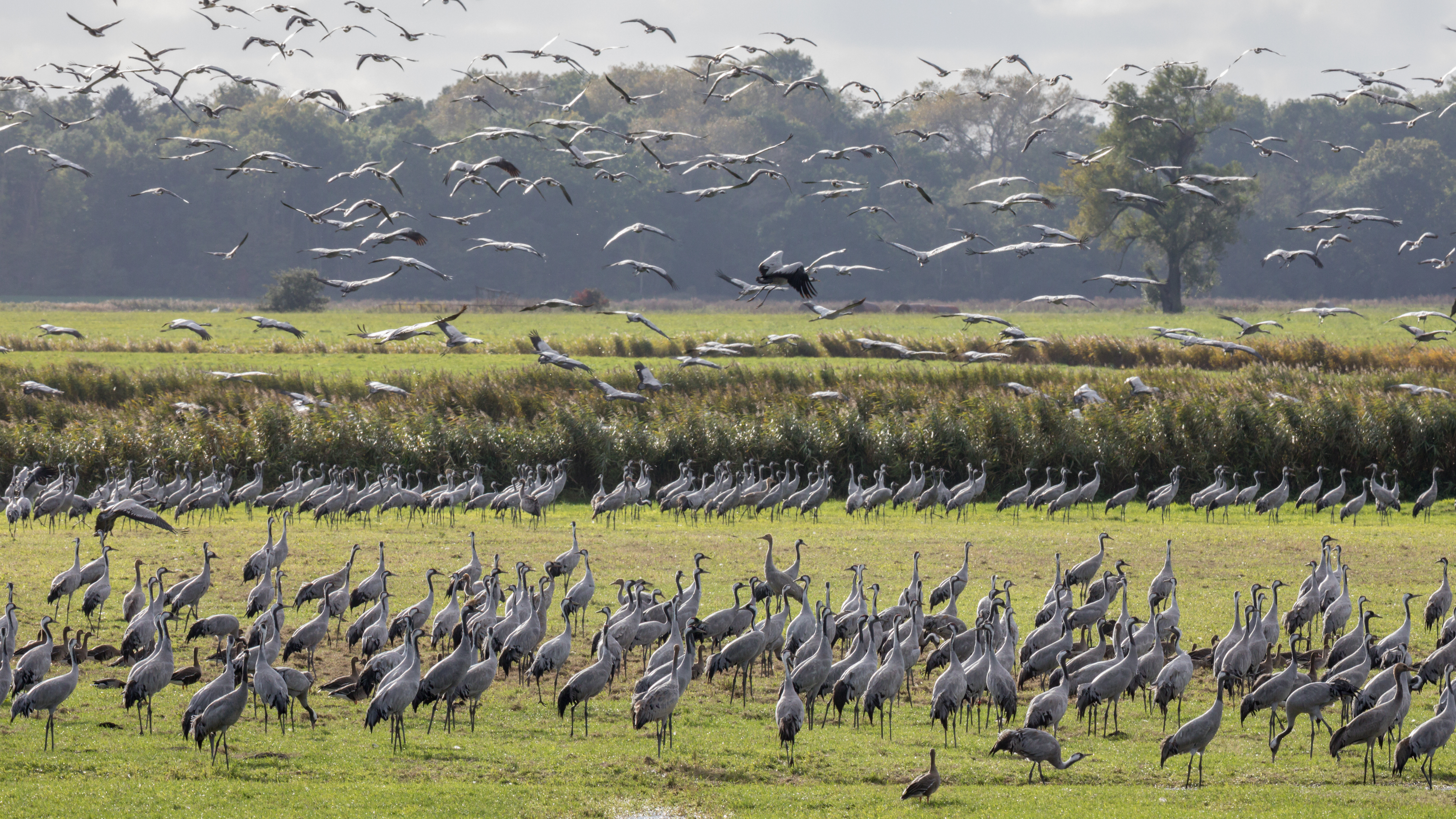
Vào mùa thu, số lượng khổng lồ Sếu cổ trắng tập trung ở các bang Mecklenburg-Vorpommern và Brandenburg phía bắc của Đức để nghỉ ngơi và chuẩn bị cho cuộc di trú về phía nam.

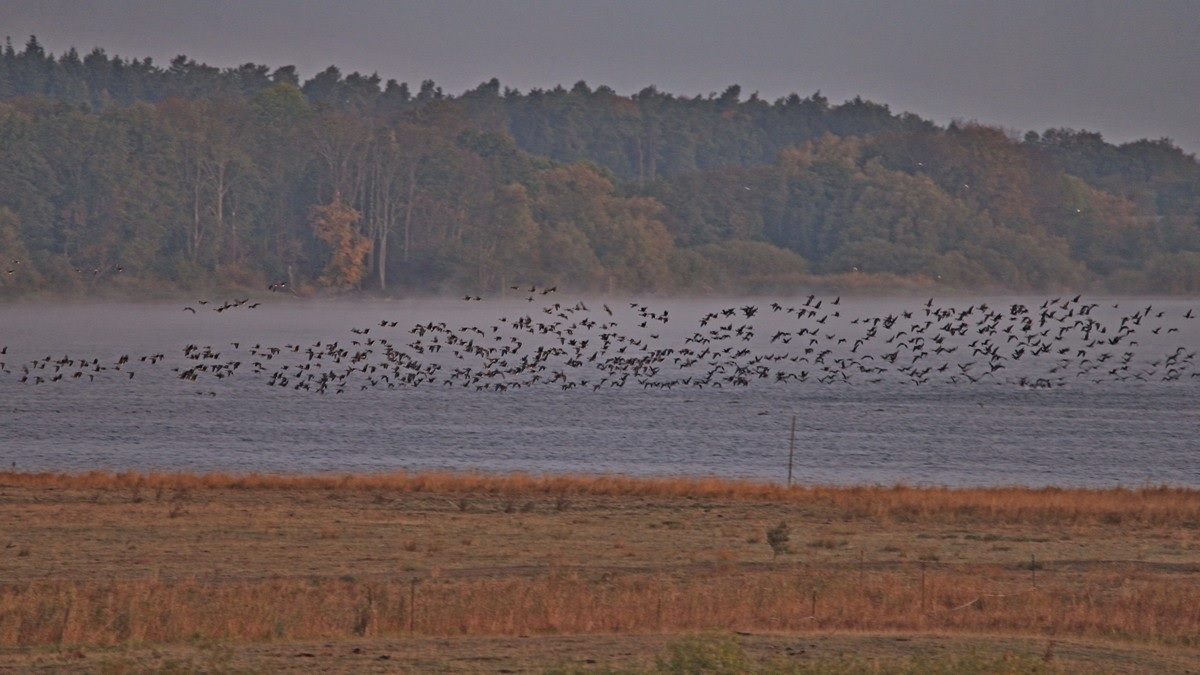
Những con ngỗng ở hồ nước Müritz, huyện Mecklenburgische Seenplatte

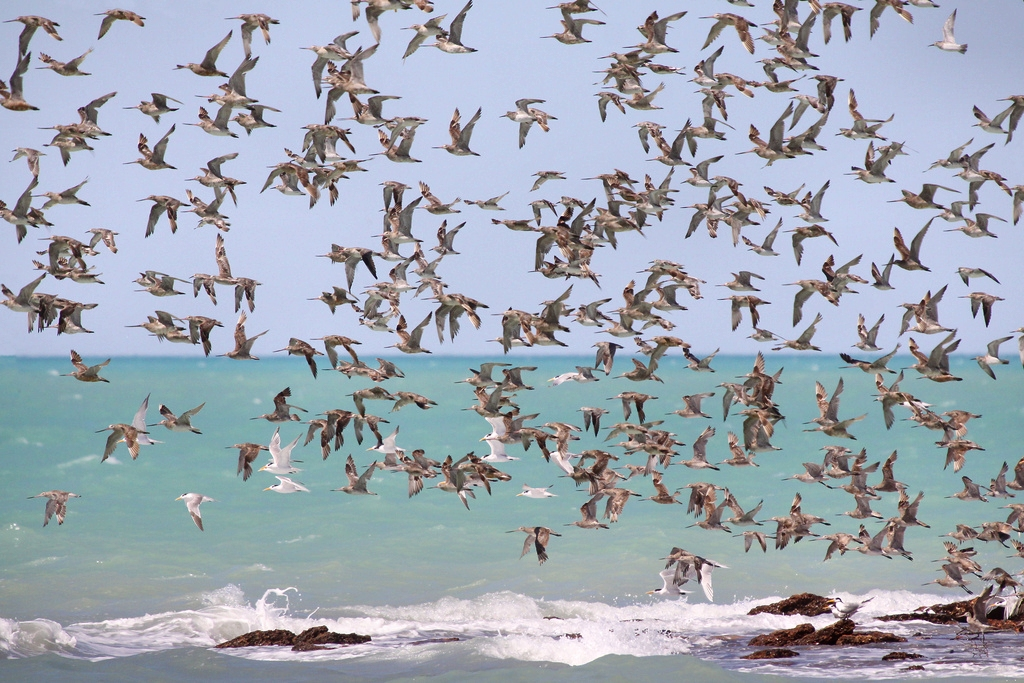
Nhàn mào và Choắt mỏ thẳng đuôi vằn di trú ở Vịnh Roebuck, Tây Úc

Nhiều loài chim hàng năm thường di trú đến những nơi rất xa, cùng rất nhiều loài lại thực hiện những chuyến bay ngắn hơn và bất thường. Chim là động vật sống bầy đàn, chúng giao tiếp với nhau thông qua tiếng kêu và tiếng hót, tham gia vào những hoạt động bầy đàn như hợp tác trong việc sinh sản, săn mồi, di chuyển và tấn công chống lại kẻ thù. Một số loài chim cũng thích nghi bằng cách sử dụng protein từ nhiều bộ phận của cơ thể để cung cấp thêm năng lượng trong quá trình di trú. Dãy núi Hi-ma-lay-a hằng năm cũng có hàng ngàn con thiên nga bay đi tránh rét, chúng phải bay vượt qua độ cao hơn 8000m, không phải con thiên nga nào cũng vượt qua được sự khắc nghiệt, có rất nhiều con đã bị đuối sức và rơi xuống.

## Các quan sát trong lịch sử
Như đã nhắc ở trên, các ghi chép về chim di cư đã có từ hơn 3.000 năm trước bởi các giả Hy Lạp cổ đại. Kinh Thánh cũng ghi lại trong Sách Job, "Có phải vì sự thấu hiểu của người mà chim ưng chao liệng và dang rộng đôi cánh bay về nam?". Tác giả Sách Jeremiah viết: "Ngay cả hạc trên trời cũng biết mùa của chúng, và cu gáy, vũ yến, sếu biết lúc nào cần phải đến." Aristotle viết rằng sếu di chuyển từ các thảo nguyên ở Scythia đến các đầm lầy thượng nguồn sông Nile. Pliny Già trong Lịch sử tự nhiên, cũng nhắc lại quan sát của Aristotle.

## Sinh lý học và kiểm soát
Việc kiểm soát sự di cư, xác định thời gian và phản ứng được kiểm soát về mặt di truyền và dường như là một đặc điểm nguyên thủy có ở cả những loài chim không di cư. Khả năng định hướng và tự định hướng trong quá trình di cư là một hiện tượng phức tạp hơn nhiều, có thể bao gồm cả các chương trình nội sinh cũng như nhờ học tập.

### Xác định thời gian
Dấu hiệu sinh lý chính cho sự di cư là những thay đổi trong độ dài ngày. Những thay đổi này cũng liên quan đến sự thay đổi nội tiết tố ở chim. Trong thời kỳ trước khi di cư, nhiều loài chim biểu hiện hoạt động cao hơn hoặc Zugunruhe (tiếng Đức: migratory restlessness), được Johann Friedrich Naumann mô tả lần đầu vào năm 1795, cũng như những thay đổi sinh lý như tăng lắng đọng chất béo. Sự xuất hiện của Zugunruhe ngay cả ở những con chim được nuôi trong lồng mà không có dấu hiệu môi trường (ví dụ như ngày ngắn lại và nhiệt độ giảm) đã chỉ ra vai trò của các chương trình nội sinh tuần hoàn trong việc kiểm soát sự di cư của chim. Chim nuôi trong lồng hiển thị hướng bay ưu tiên tương ứng với hướng di cư mà chúng sẽ thực hiện trong tự nhiên, thay đổi hướng ưu tiên của chúng gần như cùng lúc các loài đặc biệt hoang dã của chúng thay đổi hướng đi.
Ở các loài đa thê có đa hình giới tính đáng kể, con trống có xu hướng trở lại địa điểm sinh sản sớm hơn con cái. Đây được gọi là tính nhị chín trước.

### Định hướng và điều hướng

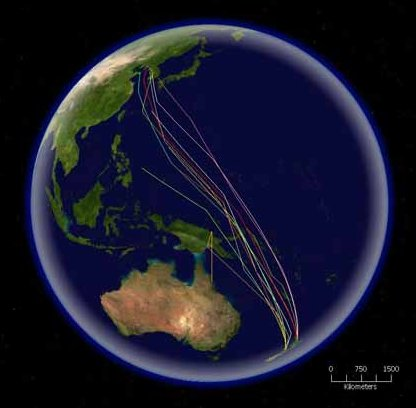
Các tuyến đường của vệ tinh được gắn thẻ choắt mỏ thẳng đuôi vằn đang di chuyển lên phía bắc từ New Zealand. Loài này có chuyến di cư không ngừng nghỉ dài nhất được biết đến trong số các loài, lên đến 10200 km.

Điều hướng dựa trên nhiều giác quan. Nhiều loài chim đã được chứng minh là sử dụng la bàn mặt trời. Sử dụng mặt trời để định hướng liên quan đến nhu cầu bù đắp dựa trên thời gian. Điều hướng cũng đã được chứng minh là dựa trên sự kết hợp của các khả năng khác bao gồm khả năng phát hiện từ trường (từ giác), sử dụng các mốc trực quan cũng như tín hiệu khứu giác.